# Девять дней и вся жизнь
«Девять дней и вся жизнь» — советский документальный фильм-биография режиссёра Юрия Занина.

## Сюжет
Фильм рассказывает о героической судьбе Любови Сергеевны Соболевой. Она мечтала о балете, а вместо этого стала врачом-чумнологом и всю свою жизнь посвятила борьбе с этой болезнью в разных странах. Одно из последних её сражений с чумой произошло в Монголии в августе 1945 года. В тот момент Соболева была начальником советского противочумного отряда в городе Дзапхин. Девять дней она с риском для жизни провела наедине со страшной болезнью, спасая маленького монгольского мальчика…
За свою противоэпидемическую работу в Монголии Соболева была награждена монгольскими орденами: орденом Полярной звезды и орденом Сухэ-Батора.

## Съёмочная группа
- Автор сценария: Борис Добродеев
- Режиссёр-оператор: Юрий Занин
- Операторы: Сергей Иванюхин, Юрий Лебедев
- Композитор: — Шандор Каллош
- Звукооператор: Леонид Лернер
- Редактор: Таиса Янсон
- Директор картины: Игорь Суворов
- Текст читают: актёры Нина Ургант и Олег Басилашвили

## Награды
Фильм был удостоен премии ФИПРЕССИ и второй премии большого жюри (2000 немецких марок) на 26-м Международном кинофестивале короткометражного кино в Оберхаузене (1979), специальной премии «Золотой дракон» на 17-м Краковском кинофестивале (1980), приза Международной федерации киноклубов и Финского комитета защиты мира и почётного диплома на кинофестивале в Тампере (1981).